# 獣の棲む家
獣の棲む家（原題：HIS HOUSE）は、2020年に配信されたイギリスのホラー・スリラー映画である。監督はレミー・ウィークス、主演はショペ・ディリス、ウンミ・モサク、マット・スミス。南スーダンから命からがら逃れた若い夫婦が、イギリスの街の新しい生活に奮闘する物語である。

## キャスト
※括弧内は日本語吹替。
- ボル - ショペ・ディリス（英語版）（後藤ヒロキ）
- リアール - ウンミ・モサク（英語版）（中嶋アキ）
- マーク - マット・スミス（佐々木啓夫）
- アペス - ハビエル・ボテット
- ヘイズ博士 - エミリー・タフ（英語版）
- ニャガク - マラーイカ―・ワコリ＝アビガバ
- その他の日本語吹き替え - 杉村憲司、板取政明、城内由茄子、佐々木義人、新祐樹、鈴木崚汰、丸中康司、三木美、弘松芹香

## 日本版制作スタッフ
- 演出：横田知加子
- 翻訳：鈴木織絵
- 調整：岡田光成
- 録音：武田悠曙
- 日本語版制作：ブロードメディア